# 陈逢衡
陈逢衡（1778年—1855年），字履长，一字穆堂，江苏江都人。
陳本禮之子。乾隆四十三年出生，诸生。精於考據。道光元年（1821年）举孝廉方正，力辞不就。其父好藏书，積十萬餘卷，與玲瓏山館馬曰琯、馬曰璐兄弟，以及石研齋秦恩復齊名。晚年貧困無子。文宗咸丰五年卒，得年七十八。著有《逸周书补注》二十二卷、《竹书纪年集证》等。